# Стрмен
Стрмен је насељено место у саставу општине Суња, Сисачко-мославачка жупанија, Република Хрватска.

## Историја
До нове територијалне организације налазио се у саставу бивше велике општине Сисак. Стрмен се од распада Југославије до августа 1995. године налазио у Републици Српској Крајини.

## Становништво
На попису становништва 2011. године, Стрмен је имао 135 становника.

## Попис 1991.
На попису становништва 1991. године, насељено место Стрмен је имало 356 становника, следећег националног састава:
| Попис 1991.‍  | Попис 1991.‍  | Попис 1991.‍ | Попис 1991.‍ | Попис 1991.‍ |
| ------------ | ------------ | ----------- | ----------- | ----------- |
|              |              |             |             |             |
| Срби         | Срби         |             | 329         | 92,41%      |
| Југословени  | Југословени  |             | 7           | 1,96%       |
| Хрвати       | Хрвати       |             | 4           | 1,12%       |
| остали       | остали       |             | 2           | 0,56%       |
| неопредељени | неопредељени |             | 2           | 0,56%       |
| непознато    | непознато    |             | 12          | 3,37%       |
| укупно: 356  |              |             |             |             |